# Sämsjön (Norra Säms socken, Västergötland)
Sämsjön är en sjö i Herrljunga kommun i Västergötland och ingår i Göta älvs huvudavrinningsområde. Sjön har en area på 5,86 kvadratkilometer och ligger 185 meter över havet. Sjön avvattnas av vattendraget Vimleån.

## Delavrinningsområde
Sämsjön ingår i det delavrinningsområde (642968-134468) som SMHI kallar för Utloppet av Sämsjön. Medelhöjden är 202 meter över havet och ytan är 39,18 kvadratkilometer. Räknas de 2 avrinningsområdena uppströms in blir den ackumulerade arean 54,11 kvadratkilometer. Vimleån som avvattnar avrinningsområdet har biflödesordning 3, vilket innebär att vattnet flödar genom totalt 3 vattendrag innan det når havet efter 216 kilometer. Avrinningsområdet består mestadels av skog (45 %) och jordbruk (22 %). Avrinningsområdet har 6,21 kvadratkilometer vattenytor vilket ger det en sjöprocent på 15,8 %.

## Galleri

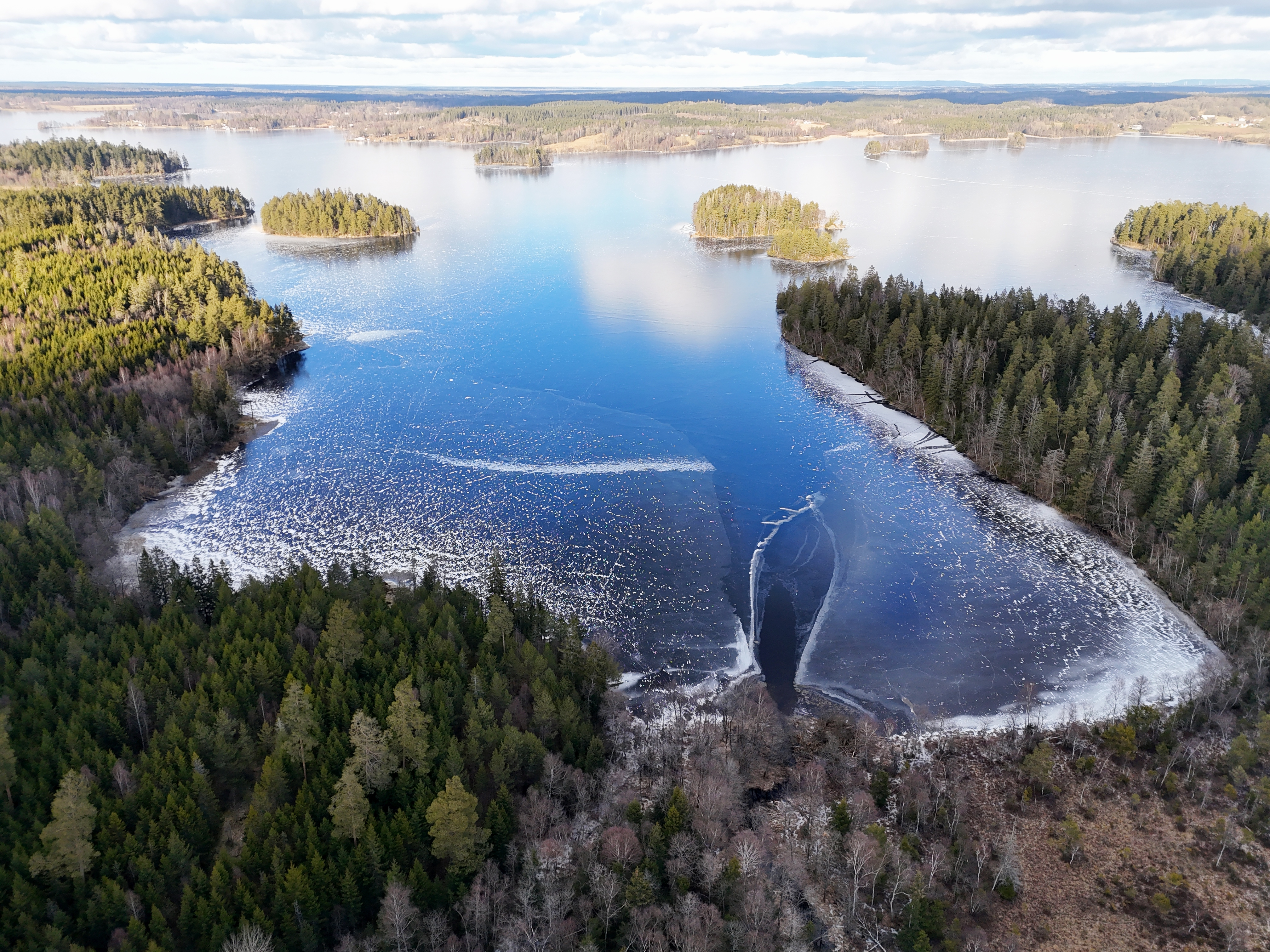
Sämssjön från söder i februari 2025.